# Clelea refulgens
Clelea refulgens es una especie de polilla de la familia Zygaenidae.
Fue descrita científicamente por Hampson en 1905.